# Mini Beat Power Rockers
Mini Beat Power Rockers é uma série animada argentina para meninos de idade pré-escolar criado por Héctor Dengis, Eduardo Criscuolo e Gastón Gorali, produzida por Mundoloco CGI, o estudo de animação criado por Juan José Campanella e Gastón Gorali para a Discovery Kids.  A série estreou primeiro como uma prévia no portal site Discovery Kids Play no dia 23 de Abril de 2017 e oficialmente no dia 28 de abril  do mesmo ano em Discovery Kids.A série atualmente conta com 4 temporadas e uma quinta confirmada.